# Mycetina gedyei
Mycetina gedyei es una especie de coleóptero de la familia Endomychidae.

## Distribución geográfica
Habita en Kenia.